# Testament
Testamentul este un act juridic și formal prin care o persoana numită testator numește unul sau mai mulți moștenitori, cu scopul ca aceștia să îi moștenească bunuri și să asigure executarea voinței sale după moarte.

## Etimologia cuvântului
Originea cuvântului testament se afla in cuvântul din limba latină testari care înseamnă: a lua mărturie, a desemna.

## Dispoziții legale
Conform prevederilor art. 1034 din Codul Civil, „Testamentul este actul unilateral, personal și revocabil prin care o persoană, numită testator, dispune, în una dintre formele cerute de lege, pentru timpul când nu va mai fi în viață”.
Conform art. 1035 din Codul Civil, „Testamentul conține dispoziții referitoare la patrimoniul succesoral sau la bunurile ce fac parte din acesta, precum și la desemnarea directă sau indirectă a legatarului. Alături de aceste dispoziții sau chiar și în lipsa unor asemenea dispoziții, testamentul poate să conțină dispoziții referitoare la partaj, revocarea dispozițiilor testamentare anterioare, dezmoștenire, numirea de executori testamentari, sarcini impuse legatarilor sau moștenitorilor legali și alte dispoziții care produc efecte după decesul testatorului”

### Tipuri de testamente
Conform prevederilor în vigoare din Codul Civil, există două tipuri de testamente care se pot încheia. Conform art. 1040 din Codul Civil, testamentul ordinar poate fi olograf sau autentic. 
Testamentul olograf, sub sancțiunea nulității absolute, trebuie scris în întregime, datat și semnat de mâna testatorului.
Testamentul autentic este acel testament care a fost autentificat de un notar public sau de altă persoană învestită cu autoritate publică de către stat, potrivit legii. Testatoul trebuie să își dicteze dispozițiile în fața notarului, care se îngrijește de scrierea actului și apoi î-l citește sau, după caz i-l dă să îl citească, menționându-se expres îndeplinirea acestor formalități. 
În cazul declarației de voință a surdului, mutului sau surdomutului, știutori de carte, se va da în scris în fața notarului, prin înscrierea de către parte, înaintea semnăturii, a mențiunii „consimt la prezentul act, pe care l-am citit”.

Testamentele privilegiate se pot întocmi în mod valabil în următoarele situații:
- în fața unui funcționar competent al autorității civile locale, în caz de epidemii, catastrofe, războaie sau alte împrejurări excepționale.

- în fața comandantului vasului sau a celui care îl înlocuiește, dacă testatorul se află la bordul unui vas sub pavilion al României, în cursul călătoriei maritime sau fluviale. Acelorași condiții este supus si testamentul întocmit la bordul unor aeronave.

- în fața comandantului unității militare ori a celui care îl înlocuiește, dacă testatorul este militar sau, fără a avea această calitate, este salariat ori prestează servicii în cadrul forțelor armate ale României și nu se poate adresa unui notar public.

- în fața directorului, medicului șef al instituției sanitare sau a medicului șef al serviciului ori, în lipsa acestora, în fața medicului de gardă, cât timp dispunătorul este internat într-o instituție sanitară în care notarul public nu are acces

În toate cazurile, pentru încheierea unui testament privilegiat este necesară prezența a doi martori. 
Testamentul privilegiat devine caduc la 15 zile de la data când dispunătorul ar fi putut să testeze în vreuna din formele ordinare. Acest termen se suspendă dacă testatorul a ajuns într-o stare care în care nu îi este cu putință să testeze.

### Revocarea testamentului
Un testament nu poate fi revocat expres, în tot sau în parte, decât printr-un act autentic notarial sau printr-un testament ulterior. 
Testatorul poate revoca testamentul olograf și prin distrugerea, ruperea sau ștergerea sa. Ștergerea unei dispoziții a testamentului olograf de către testator implică revocarea acelei dispoziții. Modificările realizate prin ștergere se semnează de către testator